# Cleora acacicola
Cleora acacicola är en fjärilsart som beskrevs av Holloway 1979. Cleora acacicola ingår i släktet Cleora och familjen mätare. Inga underarter finns listade i Catalogue of Life.